# Hypericum caprifolium
Hypericum caprifolium är en johannesörtsväxtart som beskrevs av Pierre Edmond Boissier. Hypericum caprifolium ingår i släktet johannesörter, och familjen johannesörtsväxter. Inga underarter finns listade i Catalogue of Life.
Arten växer naturligt i norra, nordöstra och sydöstra delen av Spanien.